# Фонте дела Корте (Терамо)
Фонте дела Корте (итал. Fonte della Corte) је насеље у Италији у округу Терамо, региону Абруцо.
Према процени из 2011. у насељу је живело 69 становника. Насеље се налази на надморској висини од 410 м.